# Vega de Granada

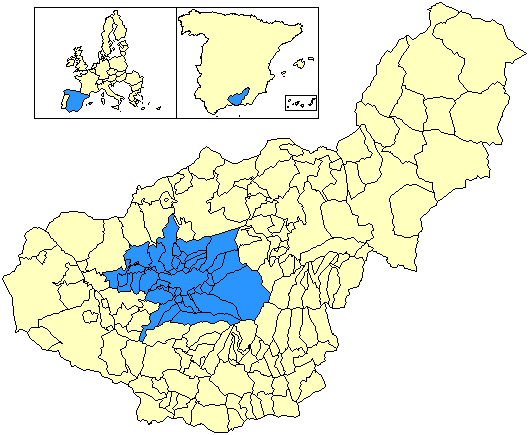
Vega de Granada, provincia di Granada

La Vega de Granada è una comarca della provincia di Granada, nel sudest della Spagna. Fa parte delle 62 comarche dell'Andalusia. Secondo il censimento del 2010 ha una popolazione di 528.712 abitanti.

## Comuni
- Albolote
- Alfacar
- Alhendín
- Armilla
- Atarfe
- Beas de Granada
- Cájar
- Calicasas
- Cenes de la Vega
- Chauchina
- Churriana de la Vega
- Cijuela
- Cogollos Vega
- Cúllar Vega
- Dílar
- Dúdar
- Fuente Vaqueros
- Las Gabias
- Gójar
- Granada
- Güéjar Sierra
- Güevéjar
- Huétor Santillán
- Huétor Vega
- Jun
- Láchar
- Maracena
- Monachil
- Nívar
- Ogíjares
- Peligros
- Pinos Genil
- Pinos Puente
- Pulianas
- Quéntar
- Santa Fe
- Valderrubio
- Vegas del Genil
- Villa de Otura
- Víznar
- La Zubia